# Anilinpenna
Anilinpenna är en skrivpenna som liknar blyertspenna men med anilinfärg inblandad i grafiten i stiftet. Pennan fungerar som en blyertspenna, när den är torr. Om spetsen fuktas löser dock anilinet ut sig, och pennan skriver med en starkt violett färg som inte går att sudda ut.
En med anilin skriven text kan inte raderas. Text i formulär och dokument som kräver varaktig skrift får inte skrivas med blyertspenna, men däremot kan anilinpenna liksom bläckpenna och kulspetspenna användas.
Anilinpennan var i början av 1900-talet ett vanligt alternativ till reservoarpennan, innan kulspetspennan utvecklats till ett praktiskt alternativ. Det var vanligt att pennspetsen fuktades med hjälp av tungan och munnens saliv. Då anilinets giftighet uppenbarades, avtog anilinpennans betydelse.